# Trình tự tắt (di truyền)
Trong di truyền học, trình tự tắt hay silencer là một trình tự DNA có khả năng gắn với các yếu tố điều chỉnh phiên mã, được gọi là chất ức chế. DNA chứa gen và cung cấp khuôn

Cấu trúc hóa học của DNA với liên kết hydro giữa các nucleotide biểu thị như các đường chấm.

để tạo ra RNA thông tin (mRNA). mRNA này sau đó được dịch mã thành protein. Khi một protein ức chế liên kết với trình tự tắt của DNA, RNA polymerase sẽ không thể phiên mã DNA thành RNA. Với việc phiên mã bị chặn, việc dịch RNA thành protein cũng là không thể. Do đó, trình tự tắt ngăn chặn các gen được biểu hiện dưới dạng protein.
RNA polymerase, một enzyme phụ thuộc DNA, phiên mã các trình tự DNA, được gọi là nucleotide, theo hướng 3 'đến 5' trong khi RNA bổ sung được tổng hợp theo chiều 5 'đến 3'. RNA có cấu trúc tương tự như DNA, ngoại trừ RNA có chứa uracil, thay vì thymine, bắt cặp bổ sung với adenine. Một khu vực quan trọng cho hoạt động ức chế và biểu hiện gen được tìm thấy trong RNA là vùng không được dịch đầu 3'. Đây là một khu vực ở tận cùng đầu 3 'của RNA sẽ không được dịch thành protein nhưng bao gồm nhiều vùng điều hòa.
Chúng ta chưa được biết nhiều về trình tự tắt nhưng các nhà khoa học tiếp tục nghiên cứu với hy vọng phân loại kỹ hơn, xác định vị trí chúng trong bộ gen và các bệnh liên quan đến trình tự tắt.

## Chức năng

Vùng không dịch mã đầu 3' ký hiệu là 3' UTR. Vùng này thường có khoảng 700 nu ở mRNA

### Vị trí trong bộ gen
Trình tự tắt là một yếu tố đặc hiệu trình tự gây ra tác động âm tính đến sự phiên mã cho một gen cụ thể. Có nhiều vị trí trong đó trình tự tắt có thể được đặt trong DNA. Vị trí phổ biến nhất được tìm thấy ở ngược dòng của gen đích, nơi nó có thể chặn được sự phiên mã của gen. Khoảng cách này có thể thay đổi rất lớn trong khoảng -20 bp đến -2000 bp ngược dòng của một gen. Một số trình tự tắt có thể được tìm thấy ở xuôi nguồn của một promoter nằm trong intron hoặc exon của chính gen đó. Trình tự tắt cũng đã được tìm thấy trong 3 vùng không được dịch (3 'UTR) của mRNA.

### Phân loại
Hiện nay, có hai loại trình tự tắt chính trong DNA, là yếu tố tắt cổ điển và yếu tố điều hòa âm tính không cổ điển (NRE hay negative regulatory element). Trong trình tự tắt cổ điển, gen này bị ức chế một cách chủ động bởi trình tự tắt, chủ yếu là do can thiệp vào lắp ráp nhân tố phiên mã chung (GTF). NRE ức chế gen một cách thụ động hơn, thường bằng cách ức chế các yếu tố khác là ngược dòng của gen. Trong số các NRE, có một số trình tự tắt phụ thuộc-định hướng, có nghĩa là yếu tố gắn liên kết theo một hướng cụ thể sẽ liên quan đến các trình tự khác. Các trình tự tắt phụ thuộc vào promoter cũng có thể được hiểu là các yếu tố tắt vì chúng có vị trí và phụ thuộc vào định hướng nhưng cũng phải sử dụng một yếu tố đặc trưng cho promoter. Đã có một phát hiện gần đây về các yếu tố phản ứng nhóm Polycomb (PREs), có thể cho phép và ngăn chặn sự ức chế tùy thuộc vào protein liên kết với nó, và sự hiện diện của phiên mã vùng không mã hóa.

### Cơ chế
Đối với trình tự tắt cổ điển, con đường truyền tín hiệu tương đối đơn giản. Từ lúc sự ức chế được kích hoạt, các yếu tố tắt nhắm tới việc lắp ráp các GTF, cần thiết cho việc phiên mã của gen. Những yếu tố tắt này chủ yếu nằm ở ngược dòng của gen và có thể có khoảng cách ngắn hoặc dài tùy loại. Đối với các trình tự tắt tầm xa, người ta quan sát thấy rằng 

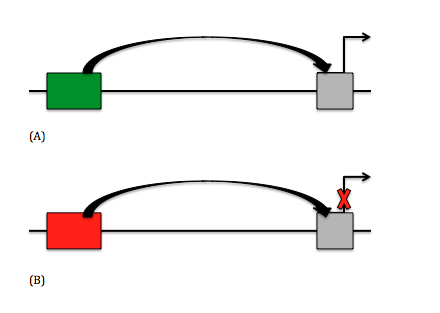
Một hình ảnh đơn giản mà bằng cách nào trình tự tăng cường và trình tự tắt tác động đến promoter

DNA sẽ uốn cong để mang trình tự tắt đến gần promoter và tác động đến DNA. Trình tự tắt cũng nhắm vào các vị trí helicase trong DNA giàu adenine và thymine (AT), các vị trí dễ bị tháo xoắn để bắt đầu phiên mã. Hoạt tính helicase bị ức chế dẫn đến sự ức chế phiên mã. Điều này thường thấy trong promoter gen thyrotropin-β người. Các NRE có thể tạo ra sự uốn cong trong vùng promoter để chặn các tương tác, như đã thấy khi một NRE liên kết với gen Yin-Yang 1 (YY1), cũng giống như vậy đối với các tín hiệu điều hòa bên hoặc các vùng promoter. Khi vùng silencer nằm trong một intron, có thể có hai loại ức chế. Đầu tiên, có thể có một sự ngăn chặn vật lý ở vị trí cắt nối. Thứ hai, có thể có một uốn cong trong DNA sẽ ức chế sự xử lý RNA.
Khi đặt trong exon hoặc vùng chưa được dịch, trình tự tắt sẽ chủ yếu là cổ điển hoặc phụ thuộc-vị trí. Tuy nhiên, những trình tự tắt này có thể thực hiện hoạt động của chúng trước khi phiên mã. Hầu hết các trình tự tắt được cấu thành là biểu hiện một cách cơ định các sinh vật (mặc định là "tắt"), hay tức là chỉ cho phép kích hoạt một gen bằng cách ức chế trình tự tắt hoặc bằng cách kích hoạt trình tự tăng cường. Ví dụ tốt nhất về điều này là yếu tố tắt hạn chế-thần kinh (Neuronal-Restrictive Silencer Factor hay NRSF) được tạo ra bởi gen REST. Các gen REST sản xuất NRSF để chặn sự phiên mã của các gen thần kinh cần thiết cho biệt hóa vị trí của các mô thần kinh. Khi một trình tự tắt ức chế REST, NRSF cũng bị ức chế, cho phép phiên mã của các gen thần kinh.

### Điểm giống với trình tự tăng cường
Một trình tự điều hòa khác nằm ở ngược dòng của gen là trình tự tăng cường. Các trình tự tăng cường hoạt động như một công tắc "Bật" trong biểu hiện gen và sẽ kích hoạt vùng promoter của một gen cụ thể trong khi trình tự tắt hoạt động như công tắc "Tắt". Mặc dù hai yếu tố điều hòa trái ngược nhau như vậy, cả hai loại trình tự ảnh hưởng đến vùng promoter theo những cách rất giống nhau. Bởi vì trình tự tắt chưa được xác định và phân tích kỹ lưỡng, nghiên cứu mở rộng về trình tự tăng cường đã giúp các nhà sinh vật học hiểu được cơ chế của trình tự tắt. Các trình tự tăng cường có thể được tìm thấy ở nhiều khu vực tương tự mà trình tự tắt được tìm thấy, chẳng hạn như ngược dòng của promoter bởi nhiều kilobase, hoặc thậm chí xuôi dòng trong intron của gen. [1] Vòng DNA cũng là một cơ chế được sử dụng bởi các trình tự tăng cường để rút ngắn sự khoảng cách của promoter cho trình tự tăng cường. Trình tự tăng cường cũng hoạt động với các yếu tố phiên mã để bắt đầu biểu hiện, giống như trình tự tắt có thể với các chất ức chế.